# Fundu Răcăciuni
Fundu Răcăciuni – wieś w Rumunii, w okręgu Bacău, w gminie Răcăciuni. W 2011 roku liczyła 1852 mieszkańców.